# Seznam anglikánských diecézí v Anglii
V Anglii se nachází 42 diecézí, které jsou rozděleny mezi dvě provincie: provincii canterburskou, jejíž hlavou je Arcibiskup canterburský, primas Anglie a hlava anglikánského společenství a provincii yorskou. 

## Canterburská provincie
- Canterbury
- Bath a Wells
- Birmingham
- Bristol
- Chelmsford
- Chichester
- Coventry
- Derby
- Ely
- Evropa
- Exeter
- Gloucester
- Guildford
- Hereford
- Leicester
- Lichfield
- Lincoln
- Londýn
- Norwich
- Oxford
- Peterborough
- Portsmouth
- Rochester
- St Albans
- St Edmundsbury a Ipswich
- Salisbury
- Southwark
- Truro
- Winchester (zahrnuje i  Normanské ostrovy)
- Worcester

## Yorská provincie
- York
- Blackburn
- Carlisle
- Chester
- Durham
- Leeds
- Liverpool
- Manchester
- Newcastle
- Sheffield
- Sodor a Man
- Southwell a Nottingham